# Orchesia diversenotata
Orchesia diversenotata is een keversoort uit de familie zwamspartelkevers (Melandryidae). De wetenschappelijke naam van de soort werd in 1932 gepubliceerd door Maurice Pic.